# Stella!
Stella!（ステラ）は、日本の女性アイドルグループ。

## 概要
2022年7月1日デビュー。名古屋を拠点に活動。

## 来歴

### 2022年
- 6月10日 - デビューEP『恋色シャワー』を配信リリース。
- 7月1日 - 伏見ライオンシアターにてデビュー単独公演を開催。[1]
- 12月2日 - 如月らみが卒業。
- 12月3日 - 星海ゆら・有明つきが加入。
- 12月23日 - 『二人のクリスマス』を配信リリース。

### 2023年
- 3月27日 - 愛実かほが卒業。
- 6月12日 - 有明つきが脱退。[2]
- 6月13日 - 双葉ひな・新垣あずみが加入。[3]
- 6月18日 - 『星彩レディエーション』を配信リリース。
- 7月1日 - 『Stella!1st Anniversary ONEMAN LIVE』を開催。
- 7月8日・7月9日 - 『IDOL GALAXY supported by テレビ愛知』を主催。[4]
- 8月30日 - 新垣あずみが脱退。
- 9月2日 - 瑠璃川ももが加入。
- 11月14日 - 『初恋テレパシック』を配信リリース。
- 12月9日・12月17日・12月22日 - 東名阪ワンマンツアー『Stella! ONEMAN LIVE TOUR 2023「first trip」』を開催。
- 12月23日 - Stella! ONEMAN LIVE TOUR2023 「first trip」デジタル写真集を発売。
- 12月27日 -1stアルバムCD『first trip』をリリース。 [5]オリコンデイリーランキング11位を獲得。[6]
- 12月29日 - 星海ゆらが卒業。

### 2024年
- 4月30日 - 空乃かすみが卒業
- 7月1日 - 『Stella!2nd Anniversary ONEMAN LIVE』を開催。
- 7月2日 - 『ヴィーナスカンタービレ』を配信リリース。
- 7月2日 - 『Stella!2nd Anniversary ONEMAN LIVE』デジタル写真集を発売。
- 7月16日・24日・8月2日 - 『Stella! 2周年記念フリーライブ~3週連続、全6公演の大感謝祭~』を開催。
- 8月2日 - 『桃色キャンディチューン』を配信リリース。
- 8月20日 - 『サマーハート』を配信リリース。
- 12月28日 - 瑠璃川ももが卒業[7]。

### 2025年
- 1月9日 - 西野萌夏と双葉ひなが「Stella mew」として活動開始。
- 1月10日 -『KAKENUKE GIRL!! / ダイスキのあいことば』を配信リリース。
- 2月1日 -『ハイステップジャンプ！』を配信リリース。
- 2月28日 - 空乃かすみの復帰、黒川莉奈、一色しょうこの加入を発表。
- 3月28日 - 新体制お披露目ライブ「Dream Connector」を開催。
- 6月10日 - 『秒速、恋をした』を配信リリース。
- 7月1日 - 『Stella!3rd Anniversary ONEMAN LIVE「Luminous」』を開催。
- 7月2日 - 『満開スマイル』を配信リリース。
- 8月3日 - 西野萌夏が卒業

## 作品

### 配信シングル
| #  | タイトル                               | 配信日         | 備考                     |
| -- | -------------------------------------- | -------------- | ------------------------ |
| 1  | 二人のクリスマス                       | 2022年12月23日 |                          |
| 2  | 星彩レディエーション                   | 2023年6月18日  |                          |
| 3  | 初恋テレパシック                       | 2023年11月14日 |                          |
| 4  | 可愛いのご用心！                       | 2024年5月2日   |                          |
| 5  | ヴィーナスカンタービレ                 | 2024年7月2日   |                          |
| 6  | 桃色キャンディチューン                 | 2024年8月2日   |                          |
| 7  | サマーハート                           | 2024年8月20日  | 西野萌夏名義でリリース   |
| 8  | KAKENUKE GIRL!! / ダイスキのあいことば | 2025年1月10日  | Stella mew名義でリリース |
| 9  | ハイステップジャンプ！                 | 2025年2月1日   | Stella mew名義でリリース |
| 10 | 夜空のオーケストラ                     | 2025年3月29日  |                          |
| 11 | 秒速、恋をした                         | 2025年6月10日  |                          |
| 12 | 満開スマイル                           | 2025年7月2日   |                          |

### 配信アルバム
| # | タイトル                             | 配信日         | 収録曲 | 備考 |
| - | ------------------------------------ | -------------- | --- | ---- |
| 1 | 恋色シャワー                         | 2022年6月10日  | 1. 恋色シャワー 2. 夏恋フロート 3. ラブサマー 4. 制服のルール 5. 曖昧ラブレター 6. 君がいた日々に 7. 胸キュンラッシュ |      |
| 2 | first trip - SPECIAL EDITION         | 2023年12月27日 | 1. 初恋テレパシック 2. 好きして LOVE YOU 3. 星彩レディエーション 4. 制服のルール 5. 恋色シャワー 6. ラブサマー 7. 夏恋フロート 8. チョコレートが溶けるような恋だった 9. 二人のクリスマス 10. 言の葉ダイアリー 11. 胸キュンラッシュ 12. 曖昧ラブレター 13. わたしはねこだもん 14. 君がいた日々に 15. 君がいるから 16. Fly High! |      |
| 3 | THE BEST INSTRUMENTAL                | 2024年6月5日   | 1. OVERTURE 2. 星彩レディエーション (Instrumental) 3. 初恋テレパシック (Instrumental) 4. 制服のルール (Instrumental) 5. 好きしてLOVE YOU (Instrumental) 6. 夏恋フロート (Instrumental) 7. わたしはねこだもん (Instrumental) 8. ラブサマー (Instrumental) 9. 曖昧ラブレター (Instrumental) 10. 恋色シャワー (Instrumental) 11. チョコレートが溶けるような恋だった (Instrumental) 12. 言の葉ダイアリー (Instrumental) 13. 胸キュンラッシュ (Instrumental) 14. 二人のクリスマス (Instrumental) 15. Fly High! (Instrumental) 16. 君がいるから (Instrumental) 17. 君がいた日々に (Instrumental) 18. 可愛いのご用心！ (Instrumental) |      |
| 4 | Music Box ~Stella! orgel collection~ | 2025年4月11日  | 1. ラブサマー (オルゴール Ver.) 2. 制服のルール (オルゴール Ver.) 3. 二人のクリスマス (オルゴール Ver.) 4. 君がいるから (オルゴール Ver.) 5. 星彩レディエーション (オルゴール Ver.) 6. 初恋テレパシック (オルゴール Ver.) 7. ヴィーナスカンタービレ (オルゴール Ver.) 8. 夜空のオーケストラ (オルゴール Ver.) |      |

### CDアルバム
| # | タイトル   | 発売日         | 販売元    | 品番                                                     | 備考                                                                                            |
| - | ---------- | -------------- | --------- | -------------------------------------------------------- | ----------------------------------------------------------------------------------------------- |
| 1 | first trip | 2023年12月27日 | PCI MUSIC | TYPE A / PCST-1001 TYPE B / PCST-1002 TYPE C / PCST-1003 | オリコンデイリーランキング11位 オリコン週間ランキング54位 オリコン週間インディーズランキング8位 |

## タイアップ一覧
| 起用年 | 楽曲               | タイアップ | 収録作品           |
| ------ | ------------------ | --- | ------------------ |
| 2023年 | 好きして LOVE YOU  | テレビ朝日「イベ検」オープニングテーマ テレビ朝日「テラサってる？」オープニングテーマ                                                             | first trip         |
| 2023年 | 初恋テレパシック   | テレビ朝日「クロナダル」エンディングテーマ Cable TV CCNet『YOSUKE なっぴの ご近所全力散歩！』エンディングテーマ Hits FM 「推しの1曲」パワープレイ | first trip         |
| 2025年 | 夜空のオーケストラ | テレビ朝日「私が愛した地獄」エンディングテーマ | 夜空のオーケストラ |
| 2025年 | Dream Connector    | Cable TV CCNet『YOSUKE なっぴの ご近所全力散歩！』エンディングテーマ                                                                              | 夜空のオーケストラ |

## 出演

### 2022年
- 7月1日 - 伏見ライオンシアターにてデビュー単独公演を開催。[1]
- 7月9日・7月10日 - 『NAGOYA IDOL SUMMIT』に出演。
- 8月6日 - 『愛実かほ&西野萌夏生誕記念単独公演』を開催。
- 8月8日 - 『Candy JAM』に出演。
- 9月3日 - 『如月らみ生誕記念単独公演』を開催。
- 10月22日 - 『NAGOYA NEW WAVE FESTA』に出演。
- 11月1日 - 雑誌『May Vol5』に愛実が掲載。
- 11月6日 - 『Festa de なかつがわ 2022』に出演。
- 11月19日・11月20日 - 『ANK FES』に出演。
- 11月23日 - 『森フェス in 名古屋 』に出演。
- 12月2日 - 『Stella! 如月らみ卒業公演』を開催。
- 12月4日 - 『大須アイドルフェスティバル』に出演。
- 12月9日 - 『IDOL LIVE JAPAN』に出演。
- 12月12日 - 『Stella! Presents 「MIX練習会」』を開催。
- 12月16日 - 『Stella! 新体制記念無料単独公演』を開催。
- 12月17日 - 『のぶながアイドル万博』に出演。
- 12月24日 - 『RAD JAM -WINTER-』に出演。

### 2023年
- 1月13日 - 『「声出し決闘-コールバトルツーマン- Vol.1」 ぜろから☆すた→と vs Stella!』を開催。
- 1月21日 - 『Strawberry Party vol.8』に出演。
- 2月4日 - 『でらロックフェスティバル 2023』に出演。
- 2月4日 - ラジオ番組『FM AICHI 「沢井里奈のさわやか#さわーたいむ」』に西野・空乃が出演。
- 2月10日 - 『Stella! Presents「メガネのヲタク入場料無料公演」』を開催。
- 2月11日 - ラジオ番組『FM AICHI 「沢井里奈のさわやか#さわーたいむ」』に西野・空乃が出演。
- 3月3日 - 雑誌『May』に西野が掲載。
- 3月5日 - 『ZERO→FES』に出演。
- 3月6日 - 渋谷CLUB QUATTROにて開催された『RAD iD LIVE』に出演。
- 3月11日 - 『空乃かすみ生誕記念単独公演』を開催。
- 3月27日 - 『愛実かほ卒業公演』を開催。
- 4月15日・16日 - 『大阪造船所アイドルフェス』に出演。
- 4月21日 - 『「声出し決闘-コールバトルSP- Vol.4」あたまのなかは8ビット!? vs あたっちゅ！ vs Stella!』を開催。
- 5月4日 - 『LiT FES』に出演。
- 5月24日 - 『のらくらFes!2023vs超名古屋無銭編』に出演。
- 5月26日 - 『「声出し決闘-コールバトルツーマン- Vol.5」 SPRISE vs Stella!』を開催。
- 6月3日 - 『V.A RAD JAM リリースイベント』に出演。
- 6月10日・11日 - 『mistFES』に出演。
- 6月17日 - Aichi Sky EXPOにて開催された『RADJAM2023』に出演。
- 6月24日・6月25日 - 『GaO×GaO⤴⤴⤴Week』を主催。
- 6月30日 - 雑誌『May』に空乃が掲載。
- 7月1日 - 『Stella!1周年記念主催イベント』を主催。
- 7月1日 - RADHALLにて『Stella!1st Anniversary ONEMAN LIVE』を開催。
- 7月2日 - 『Girl's大作戦』に出演。
- 7月8日・7月9日 - 『IDOL GALAXY supported by テレビ愛知』を主催。[4]
- 7月15日・7月16日・7月17日 - 一宮市民会館にて開催された『いちのみやアイドルフェス』に出演。
- 7月21日 - 『双葉ひな Birthday Live 2023』を開催。
- 7月23日 - 『アナフェス大阪mini vol.88』に出演。
- 7月27日 - 『Stella! 1周年記念ワンマン感謝企画「制服ギャル公演」』を開催。
- 7月30日 - 『パラディークランド』に出演。
- 8月5日 - 『西野萌夏 Birthday Live 2023』を開催。
- 8月6日 - 『ZERO→FES』に出演。
- 8月12日 - 『HYPE IDOL！Summer！ vol.3』に出演。
- 8月13日 - 『YANOFESエンタメ祭2023』に出演。
- 9月3日 - 『なごや☆かわいい→ふぇすてぃばる』に出演。
- 9月10日 - 『HYPERかなでる☆PARTY!!』に出演。
- 9月16日 - 『Stella!無料ミニライブ&ハイタッチ会』を開催。
- 9月24日 - 『KIREI FES』に出演。
- 9月29日 - ヴィレッジヴァンガード名古屋パルコ店にて「firs trip」リリース記念イベントを開催。
- 9月30日 - タワーレコード横浜ビブレ店にて「firs trip」リリース記念イベントを開催。
- 9月30日 - 『mini TIF vol.88』に出演。
- 10月1日 - 『Stella! Presents「Sparkle」』を主催。
- 10月1日 - 『Stella! ONEMAN LIVE 「MASAI VS MIX」Revenge』を開催。
- 10月1日 - タワーレコード名古屋近鉄パッセ店にて「firs trip」リリース記念イベントを開催。
- 10月15日 - 服部緑地野外音楽堂にて開催された『BE RISE SUMMIT』に出演。
- 10月20日 - HMV栄店にて「firs trip」リリース記念イベントを開催。
- 10月21日 - 『NAGOYA NEW WAVE FESTA』に出演。
- 10月21日 - タワーレコード名古屋近鉄パッセ店にて「firs trip」リリース記念イベントを開催。
- 10月22日 - 『DDD~Discovery iDol Depot~』に出演。
- 10月25日 - 『「ヨリドコロ」プライムツリー赤池×名古屋スクールオブミュージック&ダンス専門学校』に出演
- 10月28日 - 広島CLUB QUATTROにて開催された『独唱独歩~2023地方巡回SP~』に出演。
- 11月1日 - 雑誌『Lien』に西野が掲載。
- 11月8日 - 『星海ゆら Birthday Live 2023』を開催。
- 11月11日 - 『Stella!無料ミニライブ&ハイタッチ会』開催。
- 11月12日 - 『DDD~Discovery iDol Depot~』に出演。
- 11月17日 - タワーレコード名古屋近鉄パッセ店にて「firs trip」リリース記念イベントを開催。
- 11月18日・11月19日 - 『なごや☆かわいい→ふぇすてぃばる』に出演。
- 11月23日 - 『FM AICHI presents「さわーFes Vol.2」』 に出演
- 11月24日 - HMV栄店にて「firs trip」リリース記念イベントを開催。
- 12月7日 - タワーレコード名古屋近鉄パッセ店にて「firs trip」リリース記念イベントを開催。
- 12月9日 - 『「Sparkle」Stella!東名阪ツアー東京SP』を主催。
- 12月9日・12月17日・12月22日 - 東名阪ワンマンツアー『Stella! ONEMAN LIVE TOUR 2023「first trip」』を開催。
- 12月16日 - HMV栄店にて「firs trip」リリース記念イベントを開催。
- 12月23日 - ラジオ番組『FM AICHI 「沢井里奈のさわやか#さわーたいむ」』に西野・双葉が出演。
- 12月23日・12月24日- 『RAD JAM -WINTER-』に出演。
- 12月26日 - タワーレコード名古屋近鉄パッセ店にて「firs trip」リリース記念イベントを開催。
- 12月27日 - タワーレコード名古屋近鉄パッセ店にて「firs trip」リリース記念イベントを開催。

### 2024年
- 1月20日・21日 - 『ZERO→FES Supported by テレビ愛知』 に出演。
- 1月23日 - 『「ReNY SUPER LIVE 2024」JANUARY.EXTRA STAGE編』 に出演。
- 2月4日 - 『でらROCKフェスティバル2024』 に出演。
- 2月10日 - Zepp NAMBAにて開催されたヒロインズ主催『HEROINES VALENTINE OSAKA』 に出演。
- 2月24日 - ダイアモンドホールにて開催された『RAD THE LIVE』 に出演。
- 2月24日 - 『IDOL CONTENT EXPO ＠ duo MUSIC EXCHANGE～アイドル大集合祭～』 に出演。
- 3月1日 - 『Stella!双葉ひな高校卒業記念ライブ』を開催。
- 3月3日 - 『NAGOYA New Generations FESTA 2024』 に出演。
- 3月8日 - 『空乃かすみ Birsthday Live 2024』を開催。
- 3月8日 - Stella!主催『Sparkle』を開催。
- 3月20日 - 『Stella!無料ミニライブ&ハイタッチ会』開催。
- 3月24日 - Stella!主催『Sparkle』を開催。
- 4月13日・14日 - 『にゃんふぇす！』 に出演。
- 4月14日 - 『CRAZY MONDAY-蜜兎&THE ENCORE ワンマン直前SP-』 に出演。
- 4月27日 - ダイアモンドホールにて開催された『RAD JAM-Extra Show Case-』 に出演。
- 5月13日 - KBS京都テレビ「バイタル研究所」に双葉ひなが出演。
- 5月19日 - Zepp NAGOYAにて開催された『RAD JAM-Extra Show Case-』 に出演。
- 6月8日・9日 - 『mistFES』に出演。
- 6月15日 - Aichi Sky EXPOにて開催された『RADJAM EXPO』に出演。
- 6月16日 - Aichi Sky EXPOにて開催された『RADJAM』に出演。
- 7月1日 - Electric Lady Landにて『Stella!2nd Anniversary ONEMAN LIVE』を開催。
- 7月4日 - 『BuZZって！Stella!って？！TikTokバズらせSP』を開催。
- 7月6日・7日 - 『IDOL PUBLIC by テレビ愛知』に出演。
- 7月16日・24日・8月2日 - 『Stella! 2周年記念フリーライブ~3週連続、全6公演の大感謝祭~』を開催。
- 7月23日 - 『双葉ひな生誕公演』を開催。
- 8月3日 - 『西野萌夏生誕公演』を開催。
- 8月6日 - 『Lien Vol.5』に西野が表紙・巻頭グラビア掲載。
- 8月11日 - 『ドラゴンクイーンズフェスティバル ～竜王アイドル夏祭り2024～』 に出演。
- 8月12日 - 『ZERO←FES』 に出演。
- 8月13日・14日・15日 - 『#HNGSONIC 2024 by テレビ愛知』に出演。
- 8月17日・18日 - 『RAD JAM × にっぽんど真ん中祭り コラボレーションイベント RAどJAM』 に出演。
- 8月19日 - 『瑠璃川もも生誕公演』を開催。
- 11月23日・24日 - 『サウンドガーデン』に出演。
- 12月18日 - ヒロインズ主催『HEROINES FES -circuit- in NAGOYA』に出演。
- 12月22日 - 『RADJAM Winter』に出演。
- 12月28日 - 『Stella! 現体制終了ワンマン公演「Peaces」』を開催。

### 2025年
- 1月9日 - 『Stella mewお披露目公演』を開催。
- 1月19日 - 中日ホールで開催された『ZERO FES』に出演。
- 2月2日 - 『でらロックフェスティバル 2025』に出演。
- 2月16日 - 『OSAKA GIRLS GIRLS CIRCUIT』に出演。
- 2月23日 - 『アナフェス名古屋 〜春到来2DAY SP!!〜』に出演。
- 3月28日 - 新体制お披露目ワンマンライブ『Dream Connector』を開催。
- 4月6日 - Zepp NAGOYAにて開催された『ASH FES』に出演。
- 4月12日 - 『大阪造船所フェス』に出演。
- 4月22日 - 『黒川莉奈&一色しょうこ生誕公演』を開催。
- 5月7日 - ABA青森朝日放送『ハレのちあした』にコメント出演。
- 5月31日・6月1日 - 『mistFES』に出演。
- 6月7日 - 日本モンキーパークにて開催された『#ウレタイフェス‼︎ 2025 in モンキーパーク』に出演。
- 6月14日 - Aichi Sky EXPOにて開催された『RADJAM EXPO』に出演。
- 6月15日 - Aichi Sky EXPOにて開催された『RADJAM』に出演。
- 6月15日 - 渋谷にて開催された『KAWAII PARTY CIRCUIT!!』に出演。
- 6月28日 - Lives名古屋にて開催された『ッスッゴイライブ』に出演。
- 7月1日 - 名古屋クラブクアトロにて『Stella!3nd Anniversary ONEMAN LIVE』を開催。
- 7月17日 - 『双葉ひな生誕公演』を開催。